# Goniophila hampsoni
Goniophila hampsoni là một loài bướm đêm trong họ Noctuidae.